# Pic Pic
La Pic Pic è stata una casa automobilistica, fondata a Ginevra, Svizzera, dalla Piccard et Pictet (da cui prese il nome) dal 1904 al 1920 e dalla Gnome et Rhône fino al 1924.

## Storia

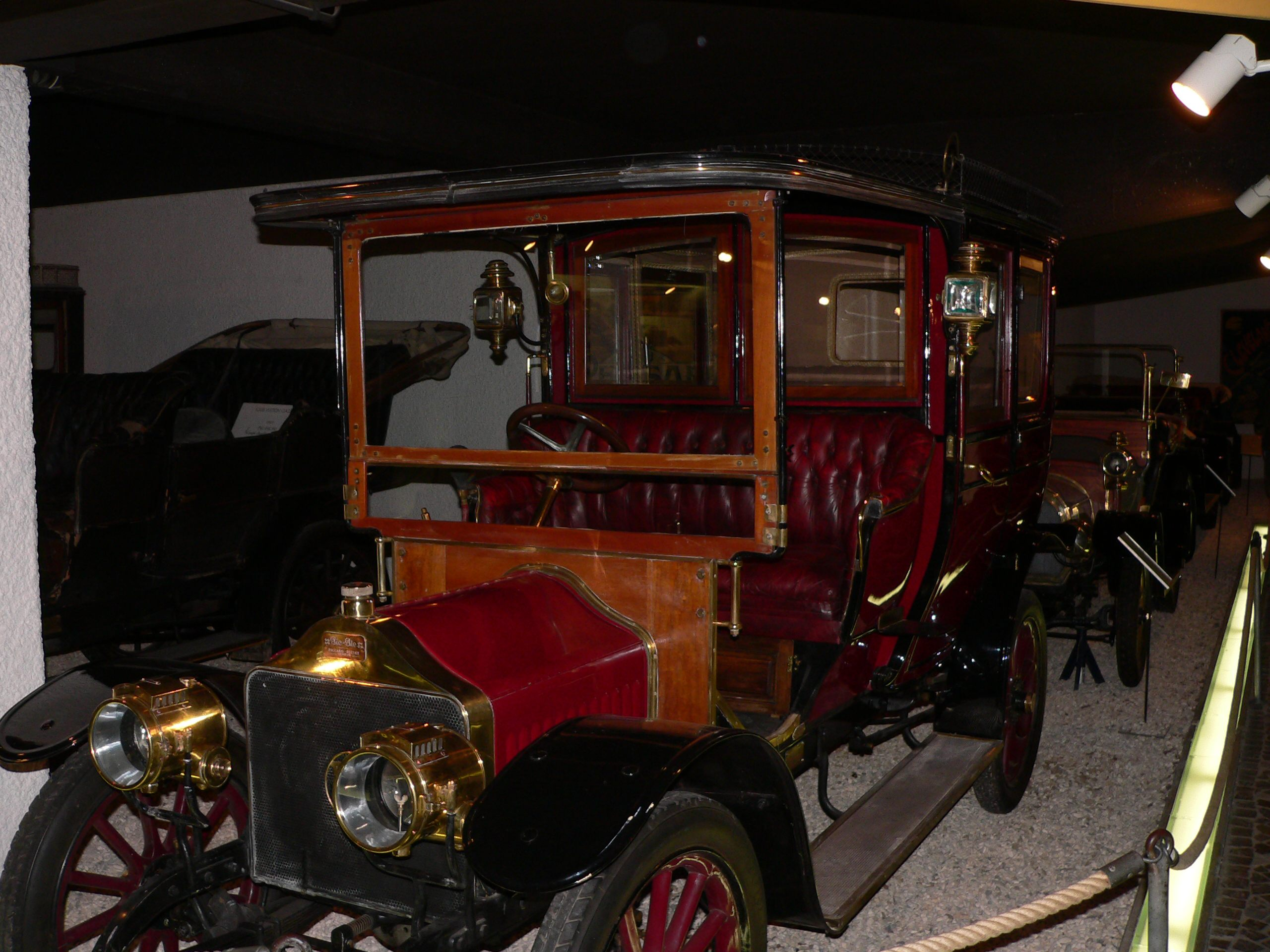
Una Pic Pic del 1911

Il primo approccio con il mondo dell'automobile avvenne quando nel 1904 i fratelli Charles e Frédéric Dufaux di Ginevra contattarono gli industriali concittadini Paul Piccard e Lucien Pictet che avevano la capacità tecnica di fabbricare la loro auto da competizione, anche se non è certo in quale misura avvenne. Si trattava di una possente vettura con un motore a 8 cilindri in linea, in quattro gruppi di due, dalla cilindrata di 12760 cm³.  Attualmente è conservata al Museo Svizzero dei Trasporti (Verkehrshaus der Schweiz) di Lucerna. 
Il vero inizio fu nel 1905 quando la Société d'Automobiles di Ginevra (S.A.G.), una società commerciale, incaricò Piccard e Pictet di costruire in serie un modello di automobile. Pictet ottenne anche di costruire su licenza motori Hispano-Suiza e uno
di questi venne esposto al secondo Salone Internazionale dell'automolbile di Ginevra del 1906. Lucien Pictet in particolare era convinto del brillante futuro dell'automobile, così si avviò la produzione e le vetture vennero commercializzate con il marchio SAG (o Piccard Pictet/SAG) fino al 1910 quando la Société d'Automobiles Genève cessò l'attività e Piccard e Pictet continuarono in proprio con il loro marchio Pic Pic.
Tre vetture Pic Pic sono conservate in esposizione permanente al museo dell'automobile della Fondazione Pierre Gianadda a Martigny

## Le vetture
Le prime auto costruite da Piccard e Pictet con il marchio S.A.G. erano delle quattro cilindri di 20/24 cv. e 35/40cv. e dal 1907 una sei cilindri di 5500 cm³ da 28/32 cv. con la collaborazione dell'ingegnere svizzero Marc Birkigt, cofondatore della Hispano-Suiza la quale attraversava un periodo di difficoltà e per questo concesse la licenza di commercializzazione di vetture su loro telai con il nome SAG, cosa che avvenne fino al 1908.
La Pic Pic prodotta autonomamente dal 1910 era una vettura dotata di un motore a 4 cilindri per una cilindrata di 2950 cm³, con alesaggio e corsa di 85 x 130 mm per una potenza di 50 cv. Particolare era la distribuzione con valvole a fodero (brevetto della scozzese Argyll), comandate da un albero a camme che combinava alternativamente le luci di aspirazione e di scarico tramite fori coincidenti alla camera di scoppio. L'alimentazione era data da un carburatore Zenith a l'accensione a magnete Scintilla. Il cambio era un quattro marce in blocco con il motore con frizione a dischi multipli in acciaio e la trasmissione era alle ruote posteriori tramite un albero motore a giunto cardanico. Il freno agiva sulla trasmissione. Le ruote erano a raggi tipo Rudge-Whitworth con gomme 880 x 120 mm. La struttura del telaio era classica a longheroni con sospensioni a balestra ma dotate, notevole per l'epoca, di ammortizzatori idraulici. Era una vettura molto ben rifinita, all'altezza delle migliori marche europee al punto di essere definita la "Rolls Royce svizzera" e dalle buone prestazioni, raggiungeva i 90 km/h, per questo apprezzata dalla clientela sportiva, in particolare con la motorizzazione da 4434 cm³ e con sistema frenante Perrot anche sulle ruote anteriori. 
Esclusivamente per le competizioni venne anche realizzata una monoposto con motore da 9 litri di derivazione aeronautica.
La Pic Pic era anche molto affidabile e robusta, dal peso di 1600 kg e per tali caratteristiche l'Esercito svizzero ne commissionò un notevole numero di esemplari durante la prima guerra mondiale e restarono in dotazione alla Direzione Parchi Automobilistici dell'esercito fino agli anni '30.
Nel dopoguerra venne presentato anche un modello con un motore V8 di 5900 cm³, ma le vendite calarono progressivamente per la forte concorrenza delle maggiori industrie automobilistiche fino a portare Piccard e Pictet al fallimento nel 1920. Le Pic Pic continuarono ad essere prodotte dalla Gnome et Rhône e l'ultimo modello fu presentato al Salone di Ginevra nel 1924.